# Wilhelm Muttray
Wilhelm Otto Muttray (* 12. Dezember 1850 in Marggrabowa, Ostpreußen; † 14. Januar 1922 in Hannover) war ein deutscher Wasserbauingenieur und preußischer Baubeamter.

## Leben
Als Sohn des Richters und Landgerichtsdirektors Friedrich Wilhelm Muttray (1814–1886) besuchte Wilhelm Muttray das Königliche Gymnasium Lyck. Als der Vater nach Tilsit versetzt wurde, wechselte er auf die Königliche Litthauische Provinzialschule, an der er Ostern 1870 das Abitur ablegte. Er studierte Bauwesen an der Technischen Hochschule (Berlin-)Charlottenburg und bestand 1875 das 1. Staatsexamen. Anschließend arbeitete er als Bauführer (Referendar in der öffentlichen Bauverwaltung) zunächst in Bromberg. Dann kam er als Wasserbaubeamter nach Tilsit, um am Flussbau der Memel mitzuarbeiten. Nachdem er 1880 die Baumeisterprüfung (2. Staatsexamen) bestanden hatte, wurde er als Assessor zur Wasserbauinspektion Brieg an der Oder versetzt.
Im April 1881 heiratete er Olga Emilie Helene geb. Boy, mit der er vier Kinder hatte: Emilie Olga Elisabeth (1882–1887), Johanna Helene Margarethe (* 1885), Johann Friedrich Wilhelm (* 1886; gefallen 1916 in Pierrepont (Meurthe-et-Moselle)) und Georg (* 1894). Nur zwei Kinder überlebten ihn.
1884 wurde er als Leiter des Wehr- und Schleusenbaus nach Oppeln versetzt. Schließlich kam er für zwei Jahre nach Fürstenwalde/Spree zum Bau des Oder-Spree-Kanals, der vor dem Bau des Kaiser-Wilhelm-Kanals das größte Bauvorhaben im Königreich Preußen darstellte. Es folgten eine dreijährige Anstellung in Charlottenburg bei der Spree-Regulierung und eine zweite Versetzung nach Oppeln zu den Bauten für die Oder-Kanalisierung mit dem Bau der Hafenanlagen in Cosel.
Ab 1892 war Muttray Vorstand der Wasserbauinspektion Tilsit, wo er den Ausbau der Memel vorantrieb und zugleich das wegen des jährlichen Frühjahrshochwassers des Flusses bedeutende Amt des Deichhauptmanns innehatte. 1897 wurde er im Rang eines Regierungs- und Baurats zur Bezirksregierung Arnsberg versetzt.
1898 wurde Wilhelm Muttray als Weserstrombaudirektor nach Hannover berufen, wo er sich 23 Jahre lang dem Ausbau und der Entwicklung „seiner Weser“ widmete. Unter seiner Leitung entstanden der Entwurf und die teilweise Ausführung des Hochwasserregulierungsplans, der erweiterte Ausbau des Flusslaufs, die Stau- und Kraftwerksanlage in Dörverden, die Edertalsperre bei Hemfurth, die Diemeltalsperre mit ihren Kraftwerken sowie die Stau- und Kraftanlage bei Hann. Münden.
Als 1919 die Weserbaudirektion mit der Kanalbaudirektion, deren Arbeitsbereich sich von der Ems bis Hannover erstreckte, zusammengelegt wurde, berief man Muttray zum ersten Leiter dieser neuen Wasserstraßen-Direktion. Hier diente er den Interessen des Schiffsverkehrs, der Landeskultur durch Regulierung des Wasserstands der Flüsse und der Versorgung weiter Gebiete mit Elektrizität, bis er am 1. April 1921 in den Ruhestand trat.
Er starb zur selben Zeit wie der mit ihm befreundete Leo Sympher.

## Schriften
- mit Wilhelm Soldan: Der Ausbau der Weser auf Niedrigwasser. 1919.
- mit Franz K. Visarius: Denkschrift über den erweiterten Ausbau der Weser von Münden (Hann.) bis zur Landesgrenze mit Bremen und der Aller von km 94,3 bis zur Mündung km 117,1. 1916.[4]

## Auszeichnungen
- 1919: Ehrendoktorwürde (als Dr.-Ing. E. h.) der Technischen Hochschule Braunschweig[5]